# Zgornji Leskovec
Zgornji Leskovec je naselje v Občini Videm.